# Bactrocera persignata
Bactrocera persignata är en tvåvingeart som först beskrevs av Erich Martin Hering 1941.  Bactrocera persignata ingår i släktet Bactrocera och familjen borrflugor. Inga underarter finns listade.